# Людовик Орлеанский
О сыне регента см. Людовик де Бурбон, герцог Орлеанский
Людо́вик Францу́зский (фр. Louis d’Orléans;13 марта 1372, Отель Сен-Поль — 23 ноября 1407, Маре) — герцог Орлеанский с 1392 года. Дед (по отцу) Людовика Орлеанского, ставшего королём Франции под именем Людовика XII.

## Биография
Сын короля Франции Карла V Мудрого из династии Валуа и Жанны, дочери Пьера I де Бурбона, брат Карла VI Безумного. Получил в апанаж герцогства Турень (1386) и Орлеан (1392), и графство Ангулем (1394).
Граф де Бомон и де Шато-Тьерри с 1386 года, герцог де Валуа, граф Перигора с 1400 года, граф Дрё с 1401 года, граф Суассона с 1404 года, герцог Люксембурга с 1402 года.
С 1392 года член регентского совета при душевнобольном брате. Противник Филиппа Смелого — герцога Бургундии. Чтобы не допустить консолидации его владений в Нидерландах, в 1402 году купил у Йоста Моравского герцогство Люксембургское за 100 тысяч золотых дукатов и пожизненную ренту 10 тысяч дукатов.
В 1404 году купил у Марии де Куси графство Суассон за 400 тысяч ливров турнуа (из обещанной суммы заплатил только 160 тысяч). До этого в 1400 году получил от короля графство Перигор, конфискованное у прежних владельцев.
Убит 23 ноября 1407 года на Старой Храмовой улице в Париже Раулем д’Анкетонвиллем по заказу своего врага Жана Бесстрашного (сына Филиппа Смелого). Это стало поводом для гражданской войны, продлившейся четверть века.

## Семья
Жена: с 1389 года Валентина Висконти (1366—1408). От брака 10 детей, в том числе:
- Карл Орлеанский (1394—1465), герцог Орлеанский, поэт;
- Филипп Орлеанский (1396—1420), граф де Вертю;
- Жан III Добрый (1399—1467), граф Ангулемский;
- Маргарита Орлеанская (1406—1466).

Внебрачная связь: Мариетта д’Энгиен (ок. 1380 — ок. 1407), один сын:
- Жан де Дюнуа (1402-1468) — выдающийся военачальник Столетней войны.

## В культуре
Людовик Орлеанский стал персонажем романа Александра Дюма «Изабелла Баварская» (1835).